# Issus coleoptratus
Issus coleoptratus (лат.) — вид прыгающих насекомых из семейства иссид (Issidae), в конечностях которого была обнаружена зубчатая передача и который журнал «Science» назвал «беспозвоночным года» (2013).

## Описание
Встречаются в западной Палеарктике. Размер тела составляет 5,5—7,0 мм в длину. Окраска этого насекомого может варьировать от светло-коричневого или оливкового до почти чёрного. Дают только одно поколение в год. Не способны летать, в отличие от других членов семейства. Питаются корой различных деревьев, таких как липа, дуб, клён, берёза, вяз и орешник.

## Особенности
У личинок этого насекомого есть небольшие наросты в форме шестерни на каждой из пар задних ног. Эти наросты имеют зубцы, которые цепляются друг за друга. Размер механизма около 400 микрометров. Синхронизация движения ног позволяет нимфе прыгать с впечатляющей скоростью 4 м/с в точно заданном направлении. Как отмечают исследователи, обычные нервные импульсы не позволили бы достигнуть такого же уровня синхронизации движений при толчке от поверхности (разница между движениями ног у нимфы при прыжке составила всего 30 микросекунд). Эти шестерни являются первым действующим зубчатым зацеплением, обнаруженным в естественном мире.
Однако по мере взросления насекомые перестают пользоваться шестерёнками, и они отпадают в ходе линьки и превращения в имаго. По-видимому, это объясняется тем, что старые организмы плохо регенерируют, и поскольку повреждение одного из зубьев шестерёнки выводит из строя весь механизм, взрослому организму слишком тяжело поддерживать его в работоспособном состоянии.

## Фотографии

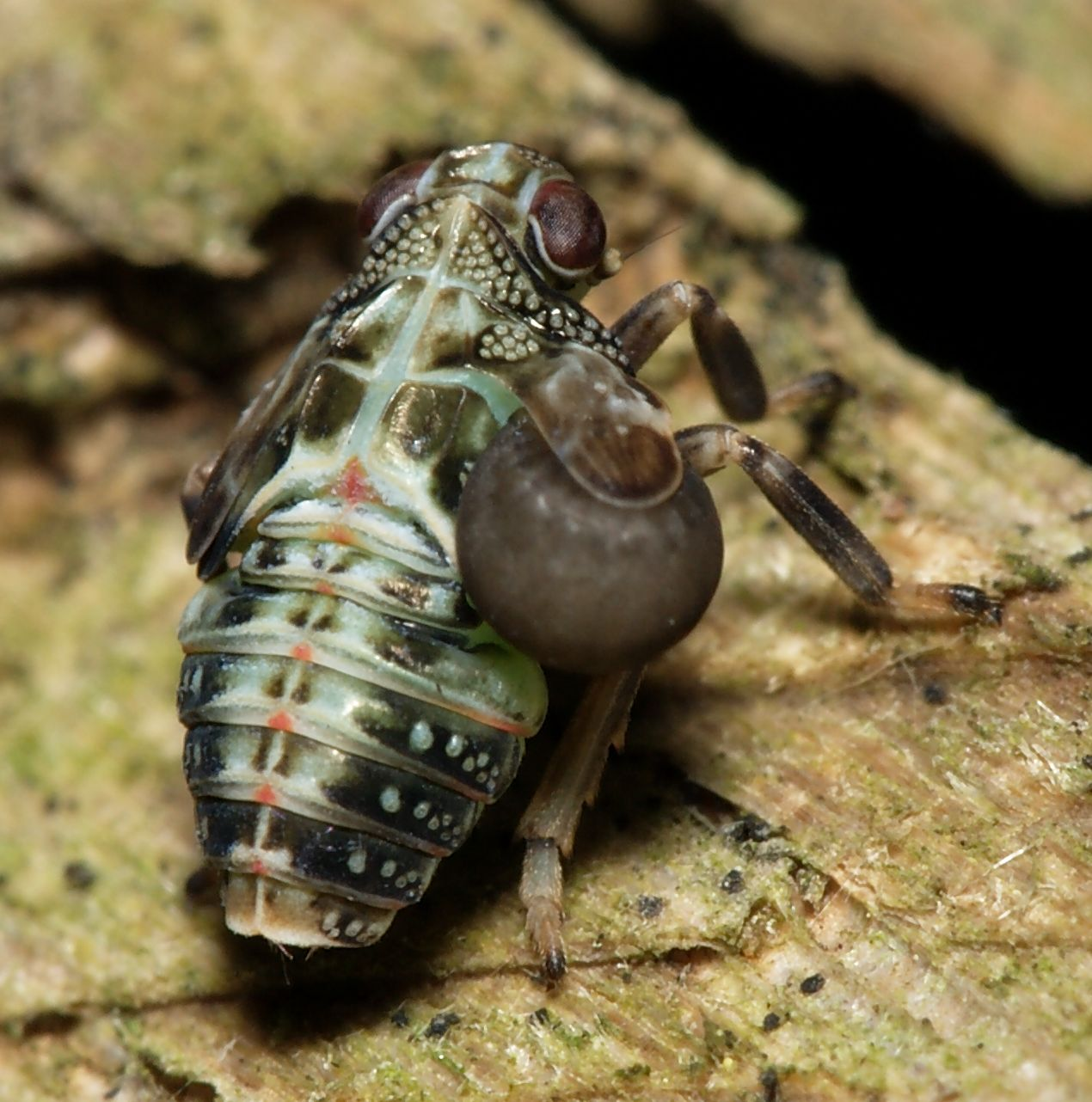
Нимфа с паразитирующими её личинками ос
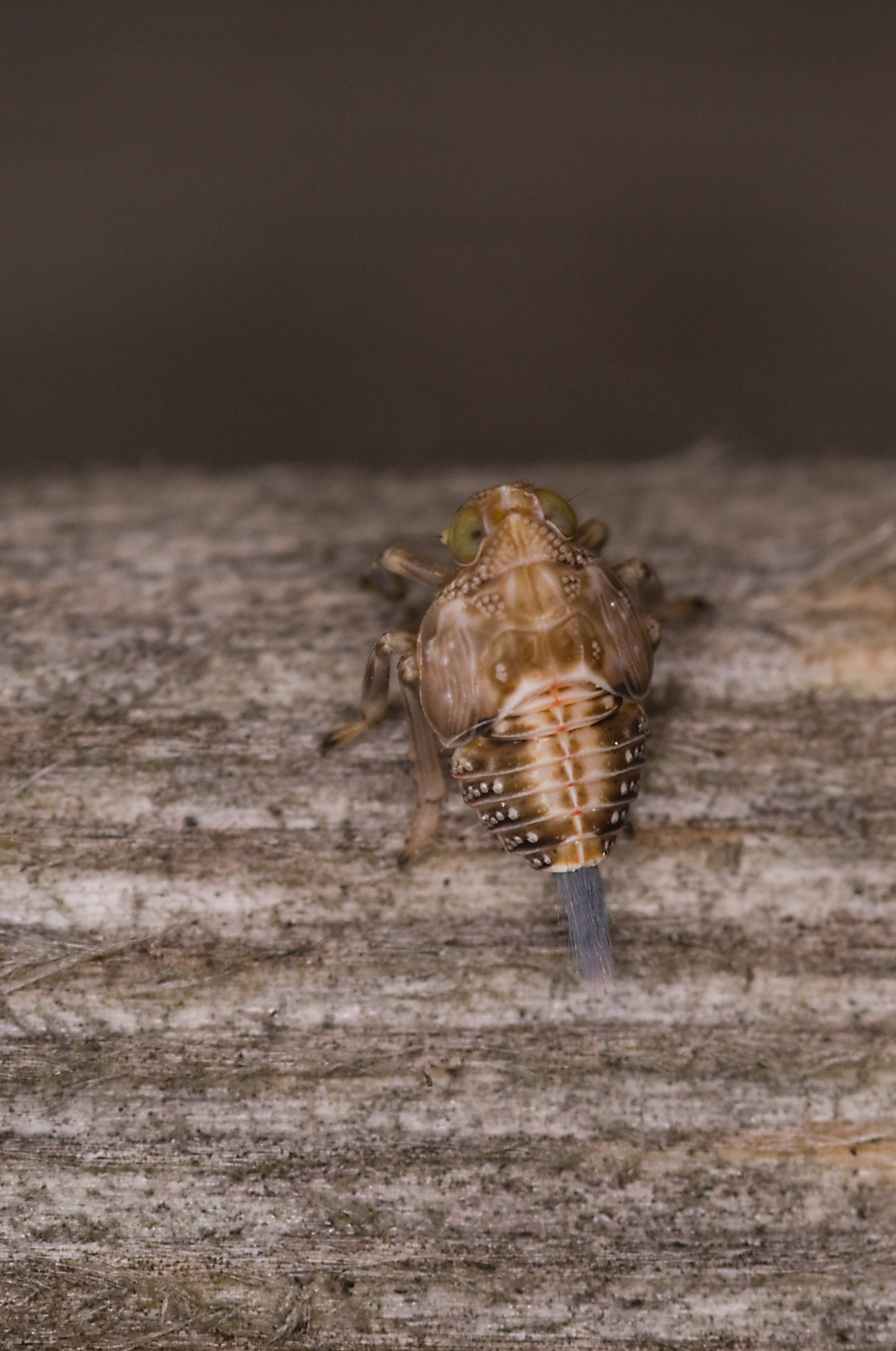
Нимфа с волосками на конце брюшка
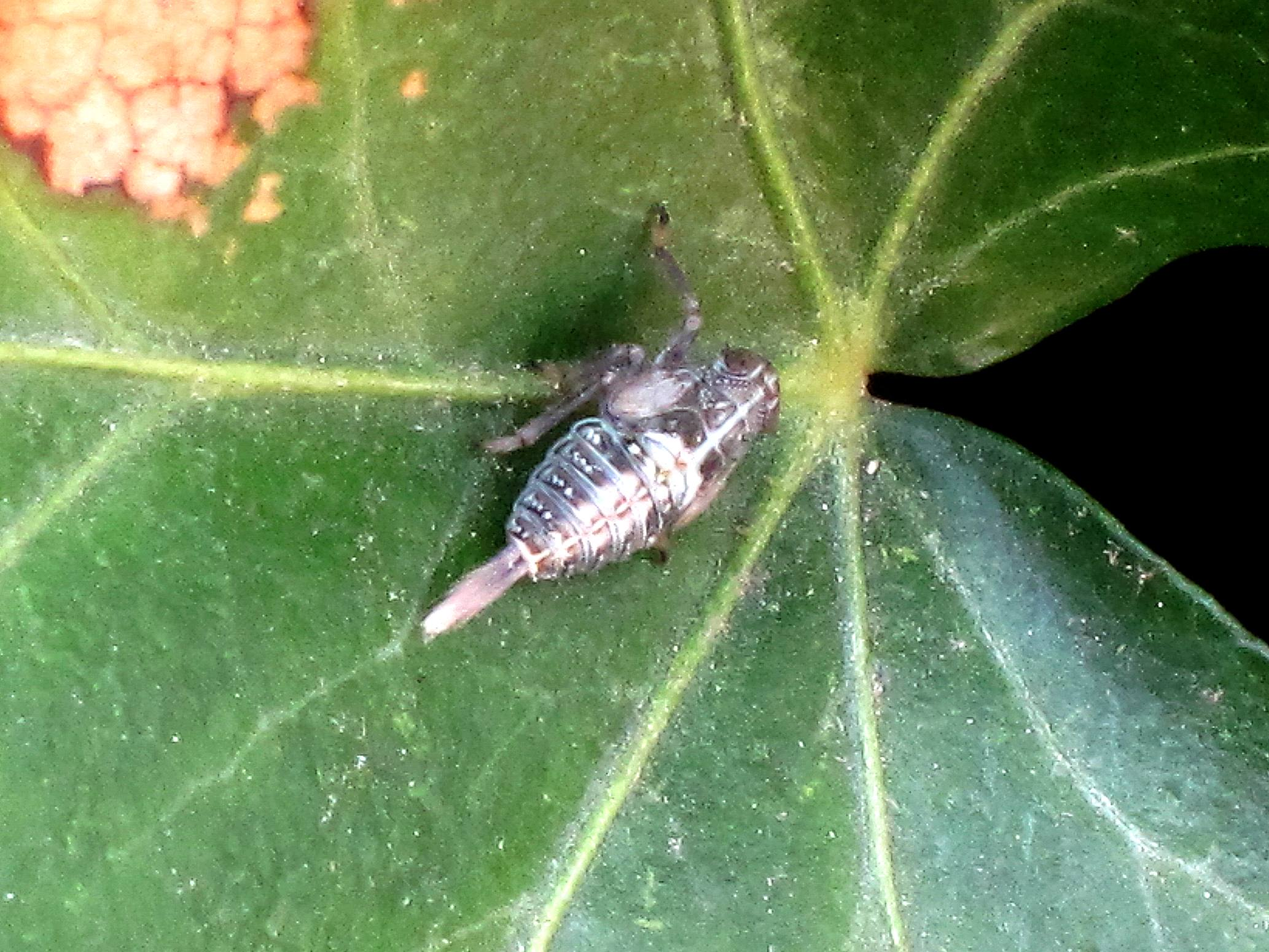
Нимфа
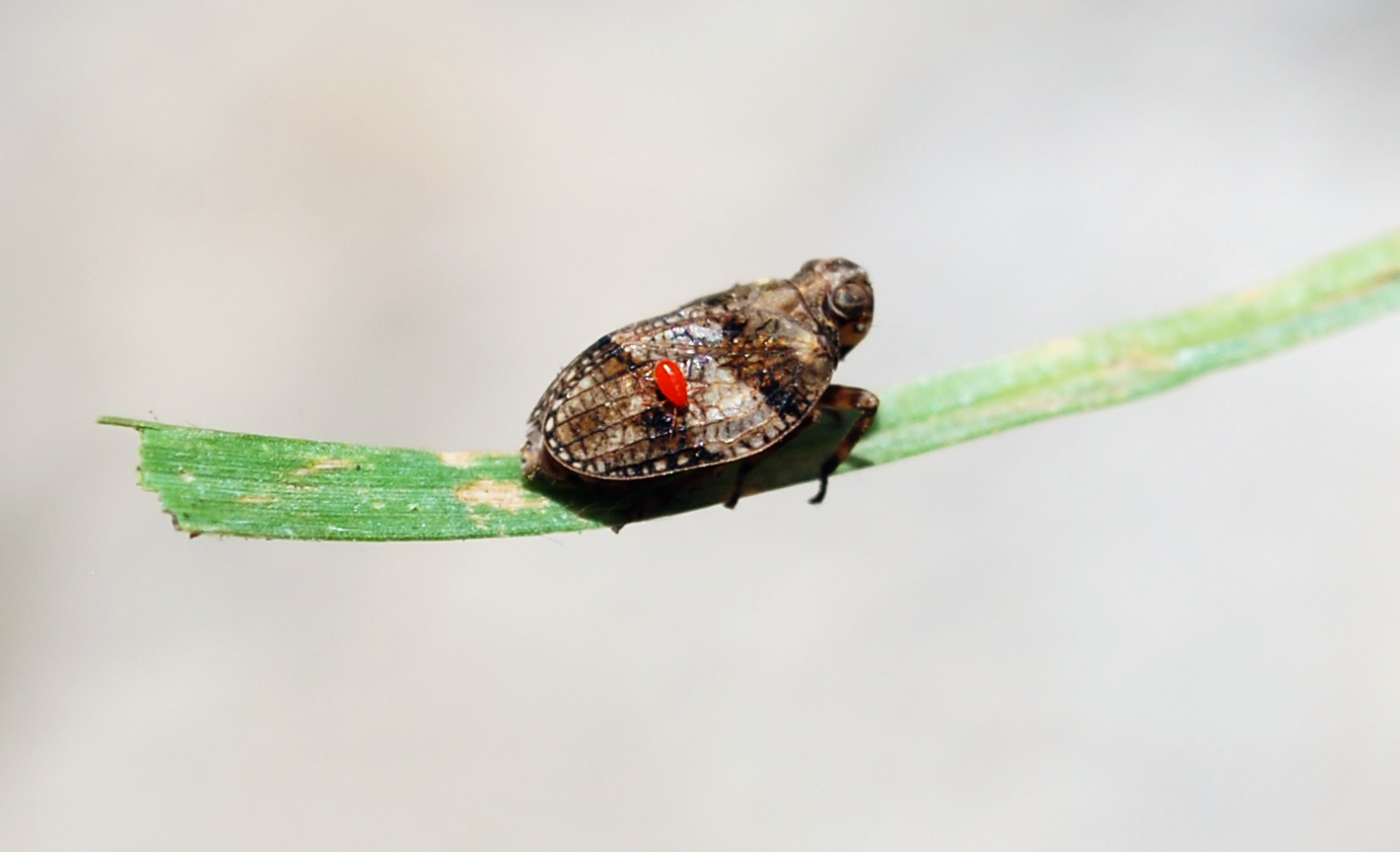
Имаго с клещом